# Lista de deputados estaduais do Acre da 9.ª legislatura
Esta é a lista de deputados estaduais do Acre para a legislatura 1995–1999. Nas eleições, foram eleitos 24 deputados.

## Composição das bancadas
| Partido | Líder                | Bancada | Posição      |
| ------- | -------------------- | ------- | ------------ |
| PPB     | César Messias        | 8 / 24  | Governo      |
| PMDB    | Hildebrando Pascoal  | 6 / 24  | Oposição     |
| PFL     | Alércio Dias         | 5 / 24  | Governo      |
| PMN     | Roberto Barros Filho | 2 / 24  | Independente |
| PT      | Nilson Mourão        | 2 / 24  | Oposição     |
| PCdoB   | Sérgio Taboada       | 1 / 24  | Oposição     |

OBS: O Partido Progressista Renovador (PPR) liderado por Paulo Maluf, mudou seu nome após a eleição para Partido Progressista Brasileiro (PPB).

## Deputados Estaduais
| Número | Deputados estaduais eleitos | Partido | Votação | Percentual | Cidade onde nasceu | Unidade federativa |
| 25250  | Hildebrando Pascoal         | PFL     | 7.841   | 4,67%      | Rio Branco         | Acre               |
| 11133  | César Messias               | PPR     | 4.420   | 2,63%      | Cruzeiro do Sul    | Acre               |
| 15122  | Vagner Sales                | PMDB    | 4.264   | 2,54%      | Cruzeiro do Sul    | Acre               |
| 11116  | Álvaro Romero               | PPR     | 3.690   | 2,20%      | Blumenau           | Santa Catarina     |
| 11115  | José Elson Santiago         | PPR     | 3.173   | 1,89%      | Cruzeiro do Sul    | Acre               |
| 15105  | Márcio Bittar               | PMDB    | 3.159   | 1,88%      | Franca             | São Paulo          |
| 11119  | Chico Sombra                | PPR     | 3.134   | 1,87%      | Tarauacá           | Acre               |
| 11106  | José Raimundo Bestene       | PPR     | 3.043   | 1,81%      | Brasileia          | Acre               |
| 25211  | Radir Leitão                | PFL     | 2.617   | 1,56%      | Feijó              | Acre               |
| 15108  | Elson Bezerra               | PMDB    | 2.614   | 1,56%      | Cruzeiro do Sul    | Acre               |
| 11111  | Raimundo Sales              | PPR     | 2.491   | 1,48%      | Sena Madureira     | Acre               |
| 15127  | João Correia                | PMDB    | 2.444   | 1,46%      | Cruzeiro do Sul    | Acre               |
| 11120  | Armando Salvatierra Barroso | PPR     | 2.418   | 1,44%      | Plácido de Castro  | Acre               |
| 11110  | Benedito Damasceno          | PPR     | 2.380   | 1,42%      | Tarauacá           | Acre               |
| 25202  | Hamilton de Araújo Rocha    | PFL     | 2.338   | 1,39%      | Sena Madureira     | Acre               |
| 33100  | Roberto Filho               | PMN     | 2.312   | 1,38%      | Rio Branco         | Acre               |
| 65200  | Sérgio Taboada              | PCdoB   | 2.306   | 1,37%      | Rio Branco         | Acre               |
| 15107  | Mamede Said Maia Filho      | PMDB    | 2.214   | 1,32%      | Santa Branca       | São Paulo          |
| 15130  | Tarcísio Pinheiro           | PMDB    | 2.133   | 1,27%      | Rio Branco         | Acre               |
| 25225  | Alércio Dias                | PFL     | 2.090   | 1,24%      | Joinville          | Santa Catarina     |
| 25210  | José Vieira                 | PFL     | 2.033   | 1,21%      | Sena Madureira     | Acre               |
| 13133  | Nilson Mourão               | PT      | 1.733   | 1,03%      | Tarauacá           | Acre               |
| 33199  | Sérgio Petecão              | PMN     | 1.677   | 1,00%      | Rio Branco         | Acre               |
| 13121  | Ronald Polanco              | PT      | 1.425   | 0,85%      | Brasileia          | Acre               |